# 坭坝乡
坭坝乡，是中华人民共和国贵州省遵义市习水县下辖的一个乡镇级行政单位。

## 行政区划
坭坝乡下辖以下地区：
泥坝街道社区、小古池村、南天门村、大河沟村、飞龙山村和八字桥村。